# 岐阜県道389号瑞浪停車場線
岐阜県道389号瑞浪停車場線（ぎふけんどう389ごう みずなみていしゃじょうせん）は、岐阜県瑞浪市内を通る一般県道である。

## 概要

### 路線データ
- 起点：瑞浪停車場
- 終点：岐阜県瑞浪市土岐町（岐阜県道20号瑞浪大野瀬線交点）

## 沿革
- 1977年（昭和52年）2月27日 ： 認定[1]

## 路線状況

### 別名
- 本町通り（瑞浪市）
- 平成通り（瑞浪市）

## 地理

### 通過する自治体
- 岐阜県
  - 瑞浪市

### 接続する道路
- 岐阜県道20号瑞浪大野瀬線（終点）

### 周辺
- JR中央本線 瑞浪駅
- 瑞浪ショッピングセンターメイト
- 瑞浪市消防本部